# جبنیانه
جبنیانه (به عربی: جبنیانة) یک منطقهٔ مسکونی در تونس است که در استان صفاقس واقع شده‌است. جبنیانه ۷٬۲۵۵ نفر جمعیت دارد.